# Loperamid
Loperamid je snažni sintetski antidijaroik velike terapijske širine. Derivat je haloperidola (antipsihotika) ali ne djeluje ni na središnji živčani sustav niti na srce i krvne žile. Nema navikavanja. Djeluje lokalno, tj. neposredno na crijevnu stijenku gdje se veže na opijatne receptore putem kojih usporava peristaltiku. Pouzdanim antiperistaltičkim djelovanjem smanjuje gubitak vode i elektrolita iz crijeva. Time smanjuje količinu izlučene stolice, a povećava njenu gustoću i viskoznost. 

## Indikacije
Koristi se za simptomatsko liječenja akutnih i kroničnih proljeva neinfekcijskoga uzroka. Loperamid ne dajemo kada moramo izbjeći sprečavanje peristaltike, dakle bolesnicima s teškim kolitisom i pseudomembranskim kolitisom, pri akutnom nastupu ulceroznog kolitisa, pri ileusu i zatvoru, ali ne primjenjuje se pri infektivnim proljevima (crijevne zaraze), jer blokada proljeva može samo pomoći da se toksini apsorbiraju u krvotok.

## Kontraindikacije
Izbjegava se uzimanje lijeka u slučaju povišene tjelesne temperature ili prisutnosti krvi u stolici. Lijek se izbjegava ako se sumnja na uzročnika proljeva koji ima sposobnost prodiranje kroz stijenku crijeva (Escherichia coli O157:H7 ili Salmonella).

## Nuspojave
Neke od nuspojava su: pospanost, bol ili nelagodu u trbuhu, umor, blagu euforiju (pri visokim dozama) i u rijetkim slučajevima toksični megakolon.